# Sabitjohka
Sabitjohka is een rivier annex beek, die stroomt in de Zweedse  gemeente Kiruna. De rivier ontstaat op de zuidelijke hellingen van de berg Sabitoaivi. Ze stroomt naar het noordoosten en belandt na twee kilometer in de Jeageljohka.
Een Finse kaart benoemt als enige de rivier Sapekjåkka.
Afwatering: Sabitjohka → Könkämärivier →  Muonio → Torne → Botnische Golf